# Juan de Abbeville
Jean Alegrin de Abbeville (Abbeville, c. 1180 - Roma, 28 de septiembre de 1237) fue un eclesiástico francés.

## Biografía
Ingresó en la orden de San Benito en la abadía de Cluny; estudió filosofía y teología en el colegio de Cluny de la universidad de París, donde fue profesor de teología, seguidor de las teorías de Peter Cantor y Stephen Langton. 
Fue prior del monasterio de Saint-Pierre de Abbeville, canónigo de la iglesia de Saint-Vulfran de Abbeville y del capítulo de la catedral de Amiens entre 1218 y 1225, año en que fue elegido arzobispo de Besanzón, en el Franco Condado; al año siguiente fue promovido al patriarcado de Constantinopla, dignidad que rechazó.
Creado cardenal obispo de Sabina por Gregorio IX en el consistorio del 18 de septiembre de 1227, el año siguiente fue enviado a España como legado papal con la misión de predicar la cruzada contra los musulmanes y de poner en práctica las disposiciones del IV concilio lateranense; en compañía de Raimundo de Peñafort asistió al concilio nacional de Valladolid de ese mismo año y al concilio de Tarragona de 1229. También llevó a cabo otras dos legaciones para conseguir la paz entre Federico II de Alemania y la Santa Sede, la primera en 1230 junto con Tomasso de Capua y la segunda en 1234 junto con Pietro Caputo.
Dejó escritos cuatro libros de sermones y un tratado titulado Expositio in Cantica canticorum.